# Giosuè Epis
Giosuè Epis, né le 4 mars 2002, est un coureur cycliste italien.

## Biographie
Giosuè Epis pratique à la fois le football et le cyclisme durant son enfance. Sa sœur Silvia, elle-même ancienne coureuse cycliste, travaille aujourd'hui dans l'encadrement de la Fédération cycliste italienne,.
En 2019, il se distingue en obtenant trois victoires, dont une étape du Tour de Gironde. Il connait également sa première sélection en équipe nationale d'Italie pour le Trophée Centre Morbihan, manche de la Coupe des Nations Juniors (moins de 19 ans). Deux ans plus tard, il rejoint l'équipe continentale Iseo Serrature-Rime-Carnovali. Ses bonnes qualités de sprinteur lui permettent de remporter une course régionale à Sommacampagna ainsi qu'un titre de champion provincial à Gavardo chez les espoirs (moins de 23 ans).
Lors de la saison 2022, il s'impose notamment sur une étape du Tour du Frioul-Vénétie julienne.

## Palmarès
- 2017
  - 2e du Gran Premio San Gottardo
- 2018
  - Gran Premio San Gottardo
  - 2e du Gran Premio Sportivi San Vigilio
- 2019
  - 1reb étape du Tour de Gironde
  - 3e du Trofeo Comune di Vertova
- 2020
  - 2e de la Medaglia d'Oro Città di Monza
  - 3e du championnat d'Italie de l'américaine juniors
- 2021
  - Medaglia d'Oro Fiera di Sommacampagna
  - 3e du Trofeo Gavardo Tecmor
- 2022
  - Trofeo Fubine Porta del Monferrato
  - 2e étape du Tour du Frioul-Vénétie julienne
  - Mémorial Mery Marcon
  - Coppa del Mobilio (en ligne)
  - Coppa d'Inverno
- 2023
  - Grand Prix Santa Rita
  - Gran Premio Calvatone
  - 2e du Gran Premio Lari Città della Ciliegia
  - 2e du Gran Premio Somma
  - 3e de La Popolarissima
  - 3e du Trofeo Città di San Vendemiano
  - 3e du Gran Premio General Store
  - 3e du Giro della Franciacorta
  - 3e de Pistoia-Fiorano
  - 3e du Gran Premio Industria e Commercio Artigianato Carnaghese
  - 3e du contre-la-montre de la Coppa del Mobilio

## Résultats sur les grands tours

### Tour d'Italie
1 participation
- 2025 : 135e

## Classements mondiaux
| Année                                 | 2023 | 2024  |
| ------------------------------------- | ---- | ----- |
| Classement mondial                    | 712e | 2420e |
|                                       |      |       |
| Légende : nc = non classéSource : UCI |      |       |

## Distinctions
- Oscar TuttoBici espoirs : 2023